# 1686
- Wikisource

1686 (MDCLXXXVI, na numeração romana)  foi um ano comum do século XVII do actual calendário gregoriano, da Era de Cristo, a sua letra dominical foi F (52 semanas), teve início e terminou numa terça-feira.
| Ano completo                       |
| ---------------------------------- |
| Ano comum com início à terça-feira |

## Eventos
- O Sultanato de Bijapur é dissolvido com a coquista pelo Império Mogol.
- Ataque de piratas de Salé à Fajã de São João, Açores, que destruíram um fortim e a a ermida de São João além de terem saqueado casas .

## Nascimentos
- 23 de novembro — Inácio Barbosa Machado, historiador português e cronista da Casa de Bragança  (m. 1734).
- 28 de dezembro — Dom Guilherme de São José, 2.º bispo do Pará.